# Хоробичский сельский совет
Хоробичский сельский совет (укр. Хоробицька сільська рада) — входит в состав
Городнянского района
Черниговской области
Украины.
Административный центр сельского совета находится в 
с. Хоробичи.

## Населённые пункты совета
- с. Хоробичи